# Wilbrandia verticillata
Wilbrandia verticillata är en gurkväxtart som först beskrevs av Vell., och fick sitt nu gällande namn av Célestin Alfred Cogniaux. Wilbrandia verticillata ingår i släktet Wilbrandia och familjen gurkväxter. Inga underarter finns listade i Catalogue of Life.